# 伊諾拉 (阿肯色州)
伊諾拉（英語：Enola）是一個位於美國阿肯色州福克納縣的市鎮。

## 地理
伊諾拉的座標為35°11′37″N 92°12′14″W / 35.19361°N 92.20389°W，而該地的平均海拔高度為98米（即322英尺）。

## 人口
根據2020年美國人口普查的數據，伊諾拉的面積為7.03平方千米，皆為陸地。當地共有人口318人，而人口密度為每平方千米45人。